# David Campfield
David Campfield ist ein US-amerikanischer Theater- und Filmschauspieler.

## Leben
Campfield spricht neben Englisch auch Russisch. Er begann seine Bühnendarstellerlaufbahn im kalifornischen Sacramento. Ab 2009 folgten Mitwirkungen in mehreren Kurzfilmproduktionen. Er wirkte als Episodendarsteller in Fernsehdokuserien wie Mein (fast) perfektes Verbrechen, Fatales Vertrauen – Dem Mörder so nah oder Unusual Suspects: Deadly Intent mit. 2015 stellte er im Action-Mockbuster Flight World War II – Zurück im Zweiten Weltkrieg die Rolle des Nathan dar. Im selben Jahr war er unter anderen in der Rolle des Lenny Corsica im Film Badass Monster Killer sowie in der größeren Rolle des Richard Cobbs im Film Sex and the Single Alien zu sehen. 2016 wirkte er im Musikvideo zum Lied Mayday der Sängerin Cam mit. 2021 verkörperte er in einer Episode der Fernsehserie Wild West Chronicles die historische Rolle des William E. Cameron.

## Filmografie (Auswahl)
- 2009: Cocked (Kurzfilm)
- 2010: BarTIME (Kurzfilm)
- 2010: Dracula (Kurzfilm)
- 2011: Piecework (Kurzfilm)
- 2012: Lengua de la Muerte (Kurzfilm)
- 2012: Area 49 (Fernsehserie, Episode 1x04)
- 2012: Mein (fast) perfektes Verbrechen (I (Almost) Got Away with It, Fernsehdokuserie, Episode 5x12)
- 2012: Betrayed (Kurzfilm)
- 2013: I Was Murdered (Fernsehdokuserie, Episode 1x04)
- 2013: Techno-Metric War (Kurzfilm)
- 2013: Resolution (Kurzfilm)
- 2015: Fatales Vertrauen – Dem Mörder so nah (Unusual Suspects, Fernsehdokuserie, Episode 7x01)
- 2015: Holding On (Kurzfilm)
- 2015: Sex and the Single Alien
- 2015: Flight World War II – Zurück im Zweiten Weltkrieg (Flight World War II)
- 2015: Badass Monster Killer
- 2016: Crane (Kurzfilm)
- 2018: Unusual Suspects: Deadly Intent (Fernsehdokuserie, Episode 1x13)
- 2018: Rice
- 2018: The Surge (Kurzfilm)
- 2018: Blackmark
- 2019: Painkiller Jane (Kurzfilm)
- 2019: Betrayed (Fernsehserie, Episode 3x09)
- 2020: Tech News Network (Kurzfilm)
- 2021: Mystery has a Name (Kurzfilm)
- 2021: Percy Jackson and the Lightning Thief (Kurzfilm)
- 2021: Wild West Chronicles (Fernsehserie, Episode 1x15)
- 2021: Fault (Fernsehserie)
- 2023: The Perfect Day (Kurzfilm)

## Theater (Auswahl)
- Fool for Love, Capital Stage
- Boy Gets Girl, Capital Stage
- Les Liaisons Dangereux, Capital Stage
- Young Abe Lincoln, B Street Theatre
- Fantasy Festival XXII, B Street Theatre
- Fantasy Festival XXIV, B Street Theatre
- Treasure Island, Sacramento Theatre Company
- Of Mice and Men, Sacramento Theatre Company
- The Rainmaker, Sierra Repertory Theatre